# EuroChallenge 2009-2010
EuroChallenge 2009-2010 è stata la settima edizione dell'EuroChallenge. La competizione venne vinta dai tedeschi del BG 74 Gottinga sui russi del Kr. Kryl. Samara.

## Squadre partecipanti
| Fase a gironi                                               | Fase a gironi | Fase a gironi                             | Fase a gironi                             | Fase a gironi                             |
| Paese                                                       | Squadre       | Squadre (posizione campionato precedente) | Squadre (posizione campionato precedente) | Squadre (posizione campionato precedente) |
| ----------------------------------------------------------- | ------------- | ----------------------------------------- | ----------------------------------------- | ----------------------------------------- |
| Russia                                                      | 3             | Lokomotiv Kuban' (7)                      | Enisey Krasnojarsk (8)                    | Kr. Kryl. Samara (11)                     |
| Francia                                                     | 3             | BCM Gravelines (6)                        | Élan Chalon (7)                           | Strasburgo (8)                            |
| Belgio                                                      | 3             | Okapi Aalstar (3)                         | Anversa Giants (4)                        | Liegi (5)                                 |
| Croazia                                                     | 2             | KK Zagabria (3)                           | Cedevita Junior (6)                       |                                           |
| Germania                                                    | 2             | BG 74 Gottinga (5)                        | Artland Dragons (9)                       |                                           |
| Ucraina                                                     | 2             | Chimik Južnyj (3)                         | B.K. Kiev (4)                             |                                           |
| Cipro                                                       | 2             | Keravnos (2)                              | AEL Limassol (3)                          |                                           |
| Italia                                                      | 1             | V.L. Pesaro (8)                           |                                           |                                           |
| Turchia                                                     | 1             | Bandırma Banvit (12)                      |                                           |                                           |
| Serbia                                                      | 1             | FMP Železnik (4)                          |                                           |                                           |
| Paesi Bassi                                                 | 1             | EiffelTowers (2)                          |                                           |                                           |
| Estonia                                                     | 1             | Tartu Ülikooli (2)                        |                                           |                                           |
| Romania                                                     | 1             | Asesoft Ploiești (1)                      |                                           |                                           |
| Bielorussia                                                 | 1             | Minsk 2006 (1)                            |                                           |                                           |
| Squadre sconfitte al turno preliminaer dell'Eurocup 2009-10 |               |                                           |                                           |                                           |
| Paese                                                       | Squadre       | Squadre (posizione campionato precedente) | Squadre (posizione campionato precedente) | Squadre (posizione campionato precedente) |
| Francia                                                     | 1             | Roanne (5)                                |                                           |                                           |
| Ucraina                                                     | 1             | Donec'k (2)                               |                                           |                                           |
| Belgio                                                      | 1             | Mons-Hainaut (2)                          |                                           |                                           |
| Lettonia                                                    | 1             | VEF Rīga (3)                              |                                           |                                           |
| Montenegro                                                  | 1             | Budućnost (1)                             |                                           |                                           |
| Cipro                                                       | 1             | APOEL (1)                                 |                                           |                                           |
| Paesi Bassi                                                 | 1             | Amsterdam (1)                             |                                           |                                           |
| Austria                                                     | 1             | WBC Wels (1)                              |                                           |                                           |

## Stagione regolare
Dal 24 novembre 2009 al 12 gennaio 2010.

### Gruppo A
|    | Squadra          | P | V | S | PF  | PS  | P.ti |
| -- | ---------------- | - | - | - | --- | --- | ---- |
| 1. | BG 74 Gottinga   | 6 | 4 | 2 | 491 | 434 | 10   |
| 2. | Budućnost        | 6 | 4 | 2 | 435 | 415 | 10   |
| 3. | BCM Gravelines   | 6 | 4 | 2 | 421 | 420 | 10   |
| 4. | Lokomotiv Kuban' | 6 | 0 | 6 | 386 | 464 | 6    |

### Gruppo B
|    | Squadra       | P | V | S | PF  | PS  | Diff |
| -- | ------------- | - | - | - | --- | --- | ---- |
| 1. | APOEL         | 6 | 4 | 2 | 495 | 456 | +39  |
| 2. | EiffelTowers  | 6 | 4 | 2 | 482 | 474 | +8   |
| 3. | Strasburgo    | 6 | 3 | 3 | 504 | 499 | +5   |
| 4. | Chimik Južnyj | 6 | 1 | 5 | 496 | 548 | −52  |

### Gruppo C
|    | Squadra          | P | V | S | PF  | PS  | Diff |
| -- | ---------------- | - | - | - | --- | --- | ---- |
| 1. | Kr. Kryl. Samara | 6 | 5 | 1 | 487 | 410 | +77  |
| 2. | V.L. Pesaro      | 6 | 5 | 1 | 470 | 397 | +73  |
| 3. | Minsk 2006       | 6 | 2 | 4 | 417 | 487 | −70  |
| 4. | Amsterdam        | 6 | 0 | 6 | 359 | 439 | −80  |

### Gruppo D
|    | Squadra         | P | V | S | PF  | PS  | Diff |
| -- | --------------- | - | - | - | --- | --- | ---- |
| 1. | Élan Chalon     | 6 | 4 | 2 | 467 | 452 | +15  |
| 2. | AEL Limassol    | 6 | 3 | 3 | 466 | 473 | −7   |
| 3. | Mons-Hainaut    | 6 | 3 | 3 | 452 | 454 | −2   |
| 4. | Cedevita Junior | 6 | 2 | 4 | 482 | 488 | −6   |

### Gruppo E
|    | Squadra            | P | V | S | PF  | PS  | Diff |
| -- | ------------------ | - | - | - | --- | --- | ---- |
| 1. | Liegi              | 6 | 5 | 1 | 479 | 454 | +25  |
| 2. | Enisey Krasnojarsk | 6 | 3 | 3 | 470 | 466 | +4   |
| 3. | Donec'k            | 6 | 2 | 4 | 502 | 516 | −14  |
| 4. | Asesoft Ploiești   | 6 | 2 | 4 | 470 | 485 | −15  |

### Gruppo F
|    | Squadra         | P | V | S | PF  | PS  | Diff |
| -- | --------------- | - | - | - | --- | --- | ---- |
| 1. | Bandırma Banvit | 6 | 5 | 1 | 538 | 479 | +59  |
| 2. | FMP Železnik    | 6 | 5 | 1 | 523 | 488 | +35  |
| 3. | VEF Rīga        | 6 | 2 | 4 | 493 | 539 | −46  |
| 4. | Okapi Aalstar   | 6 | 0 | 6 | 474 | 522 | −48  |

### Gruppo G
|    | Squadra         | P | V | S | PF  | PS  | Diff |
| -- | --------------- | - | - | - | --- | --- | ---- |
| 1. | Artland Dragons | 6 | 5 | 1 | 474 | 415 | +59  |
| 2. | Anversa Giants  | 6 | 3 | 3 | 438 | 442 | −4   |
| 3. | WBC Wels        | 6 | 3 | 3 | 409 | 424 | −15  |
| 4. | Tartu Ülikooli  | 6 | 1 | 5 | 410 | 450 | −40  |

### Gruppo H
|    | Squadra     | P | V | S | PF  | PS  | Diff |
| -- | ----------- | - | - | - | --- | --- | ---- |
| 1. | Roanne      | 6 | 5 | 1 | 507 | 443 | +64  |
| 2. | KK Zagabria | 6 | 3 | 3 | 461 | 481 | −20  |
| 3. | Keravnos    | 6 | 2 | 4 | 444 | 467 | −23  |
| 4. | B.K. Kiev   | 6 | 2 | 4 | 398 | 419 | −21  |

## Top16
Dal 26 gennaio al 9 marzo 2010.

### Gruppo I
|    | Squadra          | P | V | S | PF  | PS  | Diff |
| -- | ---------------- | - | - | - | --- | --- | ---- |
| 1. | BG 74 Gottinga   | 6 | 5 | 1 | 527 | 435 | +92  |
| 4. | Kr. Kryl. Samara | 6 | 4 | 2 | 461 | 430 | +31  |
| 3. | EiffelTowers     | 6 | 2 | 4 | 444 | 498 | -54  |
| 4. | AEL Limassol     | 6 | 1 | 5 | 450 | 519 | -69  |

### Gruppo J
|    | Squadra         | P | V | S | PF  | PS  | Diff |
| -- | --------------- | - | - | - | --- | --- | ---- |
| 1. | KK Zagabria     | 6 | 4 | 2 | 454 | 456 | -2   |
| 2. | FMP Železnik    | 6 | 4 | 2 | 462 | 441 | +21  |
| 3. | Artland Dragons | 6 | 3 | 3 | 485 | 469 | +16  |
| 4. | Liegi           | 6 | 1 | 5 | 470 | 505 | -35  |

### Gruppo K
|    | Squadra     | P | V | S | PF  | PS  | Diff |
| -- | ----------- | - | - | - | --- | --- | ---- |
| 1. | V.L. Pesaro | 6 | 4 | 2 | 507 | 483 | +24  |
| 2. | APOEL       | 6 | 3 | 3 | 465 | 469 | -4   |
| 3. | Élan Chalon | 6 | 3 | 3 | 493 | 480 | +13  |
| 4. | Budućnost   | 6 | 2 | 4 | 467 | 500 | -33  |

### Gruppo L
|    | Squadra            | P | V | S | PF  | PS  | Diff |
| -- | ------------------ | - | - | - | --- | --- | ---- |
| 1. | Roanne             | 6 | 4 | 2 | 489 | 446 | +43  |
| 2. | Anversa Giants     | 6 | 3 | 3 | 454 | 457 | -3   |
| 3. | Bandırma Banvit    | 6 | 3 | 3 | 463 | 481 | -18  |
| 4. | Enisey Krasnojarsk | 6 | 2 | 4 | 485 | 507 | -22  |

## Quarti di finale
Dal 23 al 31 marzo 2010
| Squadra 1      | Serie | Squadra 2        | Gara 1  | Gara 2  | Gara 3 * |
| -------------- | ----- | ---------------- | ------- | ------- | -------- |
| BG 74 Gottinga | 2 - 0 | FMP Železnik     | 75 - 69 | 76 - 71 |          |
| KK Zagabria    | 0 - 2 | Kr. Kryl. Samara | 77 - 81 | 78 - 79 |          |
| V.L. Pesaro    | 2 - 0 | Anversa Giants   | 92 - 76 | 78 - 63 |          |
| Roanne         | 2 - 0 | APOEL            | 89 - 67 | 84 - 78 |          |

* eventuale

## Final Four
Dal 30 aprile al 2 maggio 2010
|  | Semifinali       | Semifinali       | Semifinali     |                |                  | Finale           | Finale          | Finale          |  |
|  |                  |                  |                |                |                  |                  |                 |                 |  |
|  | BG 74 Gottinga   | BG 74 Gottinga   | 77             |                |                  |                  |                 |                 |  |
|  | BG 74 Gottinga   | BG 74 Gottinga   | 77             |                |                  |                  |                 |                 |  |
|  | Roanne           | Roanne           | 67             |                |                  |                  |                 |                 |  |
|  | Roanne           | Roanne           | 67             |                | Kr. Kryl. Samara | Kr. Kryl. Samara | 75              |                 |  |
|  |                  |                  |                |                | Kr. Kryl. Samara | Kr. Kryl. Samara | 75              |                 |  |
|  |                  |                  | BG 74 Gottinga | BG 74 Gottinga | 83               |                  |                 |                 |  |
|  | Kr. Kryl. Samara | Kr. Kryl. Samara | BG 74 Gottinga | BG 74 Gottinga | 83               | 73               |                 |                 |  |
|  | Kr. Kryl. Samara | Kr. Kryl. Samara |                |                |                  | 73               |                 |                 |  |
|  | V.L. Pesaro      | V.L. Pesaro      | 70             |                |                  | Finale 3º posto  | Finale 3º posto | Finale 3º posto |  |
|  | V.L. Pesaro      | V.L. Pesaro      | 70             |                |                  |                  |                 |                 |  |
|  |                  |                  |                |                |                  |                  |                 |                 |  |
|  |                  |                  |                |                |                  | V.L. Pesaro      | V.L. Pesaro     | 80              |  |
|  |                  |                  |                |                |                  | V.L. Pesaro      | V.L. Pesaro     | 80              |  |
|  |                  |                  |                |                |                  | Roanne           | Roanne          | 86              |  |

| EuroChallenge 2009-2010  |
| ------------------------ |
| BG 74 Gottinga 1º titolo |

## Formazione vincitrice
| N° | Naz.                   | Ruolo | Sportivo         |  | Alt. |  |
| -- | ---------------------- | ----- | ---------------- |  | ---- |  |
| 5  | Germania (bandiera)    | G     | Robert Kulawick  |  | 195  |  |
| 7  | Germania (bandiera)    | C     | Chris McNaughton |  | 211  |  |
| 8  | Germania (bandiera)    | P     | Tobias Welzel    |  | 183  |  |
| 10 | Stati Uniti (bandiera) | P     | Taylor Rochestie |  | 185  |  |
| 11 | Stati Uniti (bandiera) | P     | John Little      |  | 182  |  |
| 12 | Stati Uniti (bandiera) | P     | Ben Jacobson     |  | 188  |  |
| 13 | Stati Uniti (bandiera) | P     | Chester Frazier  |  | 185  |  |
| 15 | Germania (bandiera)    | AG    | Michael Meeks    |  | 205  |  |
| 21 | Stati Uniti (bandiera) | C     | Jason Boone      |  | 203  |  |
| 22 | Stati Uniti (bandiera) | AP    | Dwayne Anderson  |  | 198  |  |
| 22 | Stati Uniti (bandiera) | AG    | Chris Oliver     |  | 201  |  |
| 30 | Stati Uniti (bandiera) | G     | Antoine Jordan   |  | 196  |  |
|    | Stati Uniti (bandiera) | All.  | John Patrick     |  |      |  |